# New Castle (New Hampshire)
Pour les articles homonymes, voir Newcastle.
New Castle est une petite ville située dans l’État américain du New Hampshire, dans le comté de Rockingham. 
La cité comptait 968 habitants en 2010.
C'est la ville la plus petite et la plus orientale du New Hampshire, et la seule entièrement située sur des îles. L'île principale est de dimension modeste (surface approximativement carrée de 1 500 mètres de côté pour une superficie de 6 km2). Elle abrite le site historique du Fort Constitution, et celui du Fort Stark. New Castle abrite également une station de la garde côtière des États-Unis, ainsi que l'historique hôtel Wentworth by the Sea, dernier survivant de l'âge doré.